# Tossal Gros (Juneda)
El Tossal Gros és una muntanya de 486 metres que es troba al municipi de Juneda, a la comarca catalana de les Garrigues.